# Dům legionářů (Užhorod)
Dům legionářů (ukrajinsky Будинок легіонерів) se nachází v ukrajinském městě Užhorodu, v Zakarpatské oblasti, v samotném centru města, na adrese Duchnovyča 2. V dobách jejího vzniku byla známá také jako Živnodům nebo Legiodům.
Budovu navrhl československý architekt František Krupka, výstavbu realizovala společnost Havlík & Říčař. Budovu nechala vybudovat za své náklady společnost bývalých legionářů; sídlila zde organizace československých legionářů a v prostorách domů se nacházely kanceláře, které sloužily společnostem, patřícím veteránům. V roce 1923 stavbu navštívil první Československý prezident prof. dr.Tomáš Garrigue Masaryk .
Funkcionalistický čtyřpatrový palác vznikl na rohové parcele v centru města; jeho průčelí bylo rovněž orientováno do rohu. Přízemí paláce sloužilo pro obchody a restaurace, vyšší patra potom jako kanceláře. Během existence První republiky se zde nacházela populární cukrárna Purma, která nesla název podle donátora a investora budovy – Bohumila Purmy.